# Tradicionalna kitajska medicina
Tradicionalna kitajska medicina (TKM) vsebuje vrsto tradicionalnih medicinskih praks s poreklom iz Kitajske, kjer se je začela razvijati že pred nekaj tisočletji. Čeprav je v vzhodni Aziji dobro sprejeta, jo v zahodnem svetu uvrščamo v alternativni medicinski sistem.
Bistveno pri TKM je, da skuša celostno reševati zdravstvene težave in odpraviti vzroke zaradi katerih je bolezen nastala in ne samo zdraviti simptomov. Njen glavni princip je celosten (holističen) pristop k razumevanju človeškega telesa, ki prenovi celotno psiho-fizično počutje in zdravstveno ravnovesje. TKM temelji in izhaja iz obstoja medsebojno povezanih energetskih poti (meridianov), po katerih se pretakata energiji yin in yang. Do bolezni pride zaradi porušenega ravnotežja v telesu, zato si TKM prizadeva uravnotežiti delovanje celotnega človeškega sistema. Metode zdravljenja pri TKM so: akupunktura, tuina masaža in akupresura, aurikuloterapija, refleksoterapija, terapija z zdravilnimi snovmi, uporaba vakumskih kozarcev – ventuz, dietetika, moksikacija. Cilj zdravljenja je vzpostavitev ponovne harmonije v človeškem telesu.
Moderna TKM je bila sistematizirana v 50. letih 20. stoletja v okviru Ljudske republike Kitajske in Mao Zedong. Pred tem se je znanje o kitajski medicini večino prenašalo iz roda v rod. Izraz 'klasična kitajska medicina' se običajno nanaša na medicinske prakse, ki izhajajo iz časa pred padcem dinastije Qing (1911).

## Zgodovina
Najstarejši in najbolj osnoven tekst, ki je ohranjen, je Huangdi Neijing (Interni kanon rumenega cesarja). Verjetno sega v obdobje 300 - 100 pr. n. št. in je nastal po legendi kot posledica pogovora Rumenega cesarja (2698 – 2596 pr. n. št.) z njegovim ministrom Qibo.
Po mitološkem izročilu je obstajala tudi Shénnóng Ben Cǎo Jing (Shennong-ova Materia Medica), ki tradicionalno pripada legendarnemu cesarju Shennong (živel okrog 2800 pr. n. št.) Izvirno besedilo je bilo izgubljeno, vendar na podlagi prevodov  in sklicevanj v drugih tekstih, sodobne raziskave kažejo, da je nastal med 300 pr. n. št. in 200 n. št..
Drugi starejši medicinski besedili Zubi shiyi mai jiu jing (Klasična moksikacija enajstih kanalov nog in rok) in Yinyang shiyi mai jiu jing (Klasična moksikacija enajstih jin in jang kanalov) sta manj znani, nastali sta v Obdobju vojskujočih se držav (5 stoletje pr. n. št. - 221 pr. n. št.). Yinyang shiyi mai jiu jing je bil napisan na svilo in so ga odkrili leta 1973 v kraju Mawangdui na Kitajskem.
Drugi osrednji klasičen tekst TKM je Shāng Hàn Zábìng Lùn, ki je bil kasneje razdeljen na Shāng Hàn Lùn ('On Cold Damage' or 'Treatise on Cold Injury') in Jīnguì Yàolüè ('Synopsis of Golden Chamber'). Napisal ga je Zhang Zhangjing okrog 200 n. št. (v časi dinastije Han).
V naslednjih stoletjih je veliko uglednih zdravnikov na podlagi dveh klasičnih del razvilo nove medicinske teorije ali prispevalo izvirne teorije, ki so kasneje postale del TKM:
- Dinastija Han (206 pr. n. št. – 220 n. št.) – Obdobje treh kraljev (220 – 280 n. št.) [1]
  - Huà Tuó: Zhenjiu zhenzhong jing (Klasična moksikacija in akupunktura ohranjena v blazini); 140 – 208 n. št.. Huà Tuó je paciente med operacijo anesteziral z mešanico vina in konoplje v prahu. Njegova zdravila so se uporabljala za zdravljenje bolezni kot so glavobol, omotica, vročina, kašelj...

- Dinastija Jin (265 - 420) [1]
  - Huángfǔ Mì: Zhēnjiǔ jiǎyǐ jīng (Sistematična klasična akupunktura in moksikacija); okoli 265 n. št..

- Dinastija Tang (618 – 907) [1]
  - Sūn Sīmiǎo: Beiji qianjin yaofang (Formule za nujne primere vredne zlata) in Qianjin yifang (Dopolnilo formul vrednih zlata)
  - Wang Tao: Waitai miyao (Osnove arkanske medicine)
  - Wáng Bìng je trdil, da je našel kopijo izvirnika Neijing Suwen, ki ga je bistveno razširil in uredil. V 11. stoletju n. št. je cesarska komisija to delo ponovno pregledala.
  - Cesar Gaozong (649 – 683) iz dinastije Tang je leta 657 naročil znanstveno pripravo Materie medice, ki dokumentira 833 zdravilnih snovi (kamni, minerali, kovine, rastline, zelišča, živali, zelenjava, sadje, žita).[4]
  - Profesor Su Song (1020–1101) je v svoji knjigi Bencao Tujing (Ilustrirana Materia Medica) sistematično razporedil zelišča in minerale glede na njihovo farmakološko uporabo.[5]

- Dinastija Song (960 – 1279) [1]
  - Wáng Wéiyī: Tóngrén shūxué zhēnjiǔ tújīng (Ilustriran priročnik za opravljanje akupunkture in moksikacije s pomočjo bronaste figure, ki nakazuje akupunkturne točke.)

- Dinastija Yuan (1215 – 1294) [1]
  - Huá Shòu: Shísì jīng fāhuī (Razlaga štirinajsih kanalov)

- Dinastija Ming (1368 – 1644) – zlata doba akupunkture in moksikacije [1]
  - Xu Feng: Zhēnjiǔ dàquan (Popolna akupunktura in moksikacija)
  - Gāo Wǔ: Zhēnjiǔ jùyīng fāhuī (Zbrana akupunktura in moksikacija z osnovami)
  - Yáng Jìzhōu: Zhēnjiǔ dàchéng (Zbrana akupunktura in moksikacija), končana leta 1601.
  - Lǐ Shízhēn: Běncǎo gāngmù (Zbrana materia medica), končana leta 1578. To je najbolj popolna in celovita knjiga o zeliščih iz obdobja klasične kitajske medicine.

- Dinastija Čing (1644 – 1911) [1]
  - Wu Qian: Yizong jinjian (Zlato ogledalo tradicionalne medicine)
  - Li Xuechuan: Zhenjiu fengyuan (Vir akupunkture in moksikacije)
  - Ye Tianshi: Wenre lun
  - Wu Jutong: Wenbing tiaobian (Sistematična identifikacija motenj toplotnega faktorja), 1798.

## Opredelitev
V vsakem človeku sta dve nasprotujoči sili, jin in jang, ki sta nenehno v gibanju in tvorita spreminjajoče se ravnovesje. Bolezen po TKM nastane zaradi porušenega ravnovesja v telesu oz. dolgotrajne prevlade enega od principov. Notranje ravnovesje je ključ do zdravja, zato se TKM z različnimi metodami trudi uravnotežiti delovanje celotnega človeškega sistema in s tem pozdraviti človeka. Cilj TKM je odpraviti vzroke zdravstvenih težav in ne samo simptomov ter odkrivanje in odpravljanje nepravilnosti preden povzročijo zdravstvene težave (preventiva).

## Osnovni principi
Osnovni principi TKM so:  
- jin in jang
- pet elementov
- Energija či (qi)

- Taoistični simbol za jin in jang
- Povezava med petimi elementi
- 12 meridianov

### Princip jina in janga
Jin in jang sta univerzalni nasprotujoči si sili, ki se medsebojno dopolnjujeta in tvorita uravnoteženo in skladno celoto. Sta tudi dinamična principa, saj sta v nenehnem gibanju, ki ustvarja spreminjajoče se ravnovesje. Stalno se spreminjata in preoblikujeta ter s tem vplivata drug na drugega (sta soodvisna). Jang razumemo kot svetlo, pozitivno, aktivno in funkcionalno, dinamično načelo, jin pa kot temno, negativno, pasivno, statično načelo. Njuno ravnotežje v telesu je nujno za zdravje.

### Pet elementov
Glavni članek: Pet elementov
Pet elementov ali teorija petih faz temelji na pojmu harmonije in ravnovesja. Pet elementov (les, ogenj, zemlja, kovina in voda) je v naravi med seboj tesno povezanih. V TKM tem elementom pripada pet »funkcijskih krogov« ali pet »klasičnih notranjih organov«, katerih delovanje ustreza lastnostim posameznega elementa (jetra, srce, vranica, pljuča in ledvica). Skupaj tvorijo stabilno celoto, ki je dinamičen ravnotežni sistem. Gibanje in spremembe petih elementov vedno potekajo v soskladju, nikoli kateri od posameznih elementov ne manjka.
| les    | jetra   | les raste, se razveja, po njem tečejo sokovi - jetra se rada razširjajo, povečujejo, izločajo in odvajajo |
| ogenj  | srce    | ogenj je vroč - srce pa ogreva organizem (jang)                                                           |
| zemlja | vranica | zemlja je izvor nastajanja vseh živih bitij - vranica je izvor življenjske energije či in krvi            |
| kovina | pljuča  | kovina v staljenem stanju steče navzdol - pljuča opravljajo razprševanje in pošiljanje navzdol            |
| voda   | ledvica | voda – ledvice upravljajo z vodo, v njej se raztapljajo in ohranjajo snovi                                |

Vsak organ ima svojo telesno in duševno funkcijo (npr. jetra so vključena v načrtovanje in kopičenjejeze). Določitev sestave petih elementov daje zdravniku ključne podatke o telesnem neravnovesju pri bolniku.

### Energija či
Či je življenjska sila ali energija, ki ni merljiva niti dokazljiva. Teče prosto po telesu zdravega človeka v kanalih, imenovanih meridiani. V telesu obstaja 12 meridianov (jetrni či, ledvični či, srčni či...). Kadar je oslabljena, ovirana ali blokirana, pa človek zboli. Bolezen je torej posledica blokade čija.

## Diagnostika
Zdravnika po TKM ne zanima samo bolezen, temveč človek kot celota. Tudi človekovo slabo počutje obravnava kot bolezen, saj je to eden od znakov neravnovesja. TKM je namenjena predvsem odpravljanju funkcionalnih motenj (vrtoglavica, glavoboli, napihnjenost, alergije, vnetja žicev itd.).
Ključno vlogo ima pri TKM zdravnik, ki mora imeti veliko izkušenj in znanja. Diagnostika temelji na opazovanju, poslušanju, spraševanju in tipanju. Na podlagi teh opazovanj zdravnik določi vzorec, po katerem se nato bolnika pozdravi.
Diagnostika večinoma poteka po naslednjem zaporedju:
- merjenje utripa/pulza (tipanje radialne vene v šestih položajih),

- opazovanje (jezika, glasu, las, drže, hoje, oči, ušes in pri otrocih tudi ven na kazalcu),

- tipanje trebuha, prsi, hrbta in ledvenega predela,

- vohanje telesnih vonjev,

- izpraševanje o zdravstvenih težavah bolnika, o družini, pogojih bivanja, spanju in telesni aktivnosti.

Opazujejo vse, kar se lahko opazi brez inštrumentov in brez poškodb bolnika.

### Osem vodilnih principov
Pri diagnosticiranju si zdravniki pomagajo z osmimi principi oz. štirimi nasprotujočimi si principi. To so: mraz/toplota, notranjost/zunanjost, pomanjkanje/presežek in jin/jang.
Nasprotje mraz/toplota določa celotno energijo bolnika. Mraz predstavlja počasen metabolizem, mrazenje, bleda koža, rahla vročica. Toplota pa pospešen metabolizem, vročinski valovi, visoka vročina, rdečica.
Drugo nasprotje notranjost/zunanjost opisuje simptome glede na mesto, kjer se pojavljajo. Zunanjost: vdor patogenov od zunaj, kratkotrajne bolezni, prizadeti lasje, koža, mišice, sklepi, periferni živci in žile, v nasprotju z notranjostjo: vdor patogenov od znotraj, prizadeti notranji organi, globoke žile in živci, možgani, hrbtenjača in kosti.
Tretje nasprotje pomanjkanje/presežek opisuje jakost bolezni. Pomanjkanje: anemija, nizek či, nizka temperatura, zmanjšan volumen telesnih tekočin, večinoma kronične bolezni, presežek: visok či, preveč krvi, večinoma akutne kratkotrajne bolezni.
Četrto nasprotje jin/jang pa je osnova za dobro zdravje. Jang (vroč, pozitiven): vročina, moška energija, votli organi, akutne bolezni, jin (hladen, negativen): mraz, ženska energija, čvrsti organi, kronične bolezni.
Kombinacije principov pri posameznem bolniku določajo kakovost treh sestavin telesa. To so:
- či- življenjska energija,
- tekočina (Jinye) - medij, ki ščiti, hrani in vlaži tkiva,
- kri (Xue) – materialna osnova iz katere se tvorijo kosti, živci, koža, mišice in organi.[6]

Vzroke in simptome odpravimo s ponovno vzpostavitvijo ravnotežja funkcij telesnih organov.

## Metode zdravljenja
Kitajska tradicionalna medicina je skupek več različnih načinov/tehnik zdravljenja:
- Akupunktura (stimulacija z iglami)
- Aurikoloterapija (skupek akupunkture in moksikacije)
- Die-da ali Tieh Ta (zdravljenje travmatičnih poškodb – zlomov, zvinov)
- Feng shui ali bazi (ezoterika)
- Gua Sha (praskanje s keramično žlico)
- Moksikacija (zdravljenje z vročino gorečih zelišč)
- Quigong (dihanje in meditacija)
- Tai chi Chuan, meditacija, joga (telesna aktivnost)
- Terapija s čašami (vakuumizacija kože)
- Terapija s hrano (dietika) je dopolnilo drugim tehnikam zdravljenja. Ločimo jin in jang živila. Živila jin so kisla, grenka, slana, hladna in mrzla, živila jang pa ostra, sladka, vroča in topla. Jedilnik mora biti uravnotežen in prilagojen letnemu času.
- Terapija z zdravilnimi snovmi (farmakoterapija) - nešanico zdravilnih snovi zdravnik predpiše za vsakega pacienta posebej. Izdelujejo jih po načelu štirih energij (vroče, toplo, hladno in mrzlo) in petih okusov (teorija petih elementov). Glavni vir zdravil so kitajske zdravilne rastline.
- Tui na (masaža/akupunktura) [11]

## Neželeni učinki
Neželenih učinkov v TKM ni oz so majhni. Pri zdravljenju z zeliščnimi pripravki naj ne bi smelo biti neželenih učinkov, če jih bolnik jemlje na predpisan način, vendar to ni točno, saj so nekatere rastlinske snovi tudi strupene. Pomembno je, da so bolniki o pripravkih primerno ozaveščeni, preden jih jemljejo.

## Primerjava tradicionalne kitajske medicine in klasične (zahodne) medicine
Tradicionalna kitajska medicina je tako kot zahodna medicina popoln medicinski sistem (šolstvo, znanost, organizacija zdravstva – preventiva, kurativa, rehabilitacija). V teoriji in praksi pa se močno razlikujeta, saj drugače dojemata delovanje človeškega telesa in vzroke bolezni ter način njihovega zdravljenja. Obe medicini sta podrejeni istemu končnemu cilju – ohraniti in/ali povrniti zdravje.
Klasična medicina v veliki meri zdravi simptome bolezni, bolniki s podobnimi znaki bodo dobili enako terapijo. Pri TKM pa zdravnik zdravi človeka, ne njegovega stanja, saj verame, da lahko imajo enake bolezne različne vzroke.
Pomembno je vedeti, da tradicionalna kitajska medicina ne more vselej in popolnoma nadomestiti oz. dosegati učinkovitosti klasične medicine pri akutnih boleznih, hudih telesnih poškodbah, pri zdravljenju raka, nujni medicinski pomoči in nekaterih drugih življenjsko ogrožajočih stanjih. Vsekakor pa se lahko TKM uspešno uporablja kot preventiva ali kot dodatna pomoč pri zgoraj navedenih boleznih ali pri okrevanju.